# Asparagus ramosissimus
Asparagus ramosissimus — вид рослин із родини холодкових (Asparagaceae).

## Біоморфологічна характеристика
Це багаторічна витка рослина 20–200 см заввишки.

## Середовище проживання
Ареал: ПАР, Лесото, Свазіленд.